# Timmelsjoch
Timmelsjoch / Passo del Rombo är ett bergspass på gränsen mellan Tyrolen i Österrike och Südtirol i Italien. Timmelsjoch ligger 2 474 meter över havet. Närmaste större samhälle är Sölden, 11 km nordväst om Timmelsjoch. 